# Dąbrówka (gmina Gniewino)
Dąbrówka (też: Dąbrówka Mała, kaszb. Dąbrówka, lub też Môłô Dąbrówka, niem. Klein Damerkow) – wieś kaszubska w Polsce położona w województwie pomorskim, w powiecie wejherowskim, w gminie Gniewino na obszarze leśnym Puszczy Wierzchucińskiej nad jeziorem Dąbrze. W odległości 2 km na zachód znajduje się śróleśne jezioro Czarne. Wieś jest siedzibą sołectwa Dąbrówka w którego skład wchodzi również Łęczyn Dolny. 
W latach 1975–1998 miejscowość należała administracyjnie do województwa gdańskiego.